# Gioacchino Dallari
Gioacchino Dallari (Cremona, 23 dicembre 1907 – ...) è stato un politico, giornalista e agronomo italiano.
Laureato in scienze agrarie e docente della stessa materia nel corso del ventennio fascista si è occupato della politica agraria del regime. Ha fatto parte della confederazione fascista dei lavoratori dell'agricoltura, che ha presieduto dal 1934 al 1939, e della commissione centrale per i dottori in scienze agrarie sotto la presidenza di Nazzareno Strampelli.